# Перегінка (потік)
Перегінка — річка в Україні, у Вижницькому районі Чернівецької області. Права притока річки Лекечі (басейн Серету).

## Опис
Довжина річки близько 4 км. Формується з багатьох безіменних струмків.

## Розташування
Бере початок на південному сході від гори Кінаска. Тече переважно на північний схід через Лопушну і впадає у річку Лекечі, ліву притоку Серету. 
Неподалік від пригирлової частини річки проходить автошлях Т 2609.